# قرية مسناوة (الدزوز)
قرية مسناوة هو دُوَّار يقع بجماعة دزوز، إقليم قلعة السراغنة، جهة مراكش آسفي في المملكة المغربية. ينتمي الدوّار لمشيخة الدزوز التي تضم 20 دواوير. يقدر عدد سكانه بـ 490 نسمة حسب الإحصاء الرسمي للسكان والسكنى لسنة 2004.

## روابط خارجية
- البوابة الوطنية للجماعات الترابية نسخة محفوظة 12 مارس 2018 على موقع واي باك مشين.
- المندوبية السامية للتخطيط